# Sehet, welch eine Liebe hat uns der Vater erzeiget
Sehet, welch eine Liebe hat uns der Vater erzeiget (BWV 64) ist eine Kirchenkantate von Johann Sebastian Bach. Er komponierte sie 1723 in Leipzig für den 3. Weihnachtstag, der auch der Festtag des Evangelisten Johannes ist, und führte sie am 27. Dezember 1723 erstmals auf.

## Geschichte und Worte
Bach schrieb die Kantate in seinem ersten Jahr in Leipzig für den 3. Weihnachtstag, der als Fest des Evangelisten Johannes begangen wurde. Die vorgeschriebenen Lesungen waren Hebr 1,1-14  und Joh 1,1-14 , der Prolog des Johannes-Evangeliums. Der unbekannte Textdichter bezieht sich nur in allgemeiner Weise auf die Lesungen und betont den Aspekt, dass der Glaubende, der sich von Gott so sehr geliebt weiß, wie es Weihnachten zeigt, sich nicht mehr um Belange der „Welt“ zu sorgen braucht. Drei Choräle sind in den Text einbezogen, davon ist nur einer ein Weihnachtslied, die siebte Strophe von Luthers Gelobet seist du, Jesu Christ. Drei Choräle in einer Kantate sind selten bei Bach, sie kommen allerdings auch in der Kantate Darzu ist erschienen der Sohn Gottes vor, die am Vortag aufgeführt wurde als die erste Kantate, die Bach in Leipzig für Weihnachten geschrieben hatte. Möglicherweise stammen beide Texte vom selben Autor. Der Eingangschor basiert auf 1 Joh 3,1 .  Satz 4 ist die erste Strophe von Balthasar Kindermanns Was frag ich nach der Welt, der Schlusschoral ist Gute Nacht, o Wesen, die fünfte Strophe von Johann Francks Jesu, meine Freude.

## Besetzung und Aufbau
Die Kantate ist besetzt mit drei Solisten, Sopran, Alt und Bass, einem Bläserchor aus Zink und drei Posaunen, der die Singstimmen im Eingangschor und den Chorälen verstärkt, Oboe d’amore, zwei Violinen, Viola und Basso continuo.
1. Coro: Sehet, welch eine Liebe hat uns der Vater erzeiget
2. Choral: Das hat er alles uns getan
3. Recitativo (Alt): Geh, Welt, behalte nur das Deine
4. Choral: Was frag ich nach der Welt
5. Aria (Sopran, Violine): Was die Welt in sich hält
6. Recitativo (Bass): Der Himmel bleibet mir gewiß
7. Aria (Alto, Oboe d’amore): Von der Welt verlang ich nichts
8. Choral: Gute Nacht, o Wesen

## Musik
Der Eingangschor ist im archaisch wirkenden Motettenstil gehalten, verstärkt durch die Klangfarbe des Bläserchors. Das Alt-Rezitativ wird von lebhafter Bewegung im continuo begleitet. In der Sopran-Arie, einer Gavotte, illustriert eine virtuose Solo-Violine möglicherweise die „Welt“. In der Alt-Arie begleitet die Oboe d’amore in lyrischer Melodik. Der Schlusschoral ist schlicht vierstimmig gesetzt.

## Einspielungen
- Bach Cantatas Vol. 1 - Advent and Christmas, Karl Richter, Münchener Bach-Chor, Münchener Bach-Orchester, Edith Mathis, Anna Reynolds, Dietrich Fischer-Dieskau, Archiv Produktion 1972
- Die Bach Kantate Vol. 63, Helmuth Rilling, Gächinger Kantorei, Bach-Collegium Stuttgart, Arleen Augér, Ann Murray, Philippe Huttenlocher, Hänssler 1981
- J.S. Bach: Complete Cantatas Vol. 8, Ton Koopman, Amsterdam Baroque Orchestra & Choir, Dorothea Röschmann, Bogna Bartosz, Klaus Mertens, Antoine Marchand 1998
- J.S. Bach: Cantatas Vol. 13, Masaaki Suzuki, Bach Collegium Japan, Yukari Nonoshita, Robin Blaze, Peter Kooij, BIS 1999
- Bach Cantatas Vol. 15: New York, John Eliot Gardiner, Monteverdi Choir, English Baroque Soloists, llian Keith, Robin Tyson, Peter Harvey, Soli Deo Gloria 2000